# Karangreja (Maos)
Karangreja is een bestuurslaag in het regentschap Cilacap van de provincie Midden-Java, Indonesië. Karangreja telt 1791 inwoners (volkstelling 2010).